# Belmiro de Lima Valverde
Belmiro de Lima Valverde (Alagoinhas, 22 de abril de 1884 – Rio de Janeiro, 21 de maio de 1963) foi um médico brasileiro, filho de Antônio Henrique de Lima Valverde e de Maria Lima Valverde. Em sua família destacou-se Dom Miguel de Lima Valverde, arcebispo de Olinda e Recife, de 1922 a 1951.

## Biografia
Doutorou-se em Medicina pela Faculdade de Medicina da Bahia, em 1906, defendendo a tese “Influência da sífilis na sociedade”. Após sua formatura, realizou diversas viagens de estudo em que visitou hospitais e clínicas e conquistou muitos pacientes: clinicou no alto Amazonas e, posteriormente, no interior de São Paulo, transferindo-se depois para o Rio de Janeiro, onde aperfeiçoou seus conhecimentos em clínica urológica.
Adiante, decidiu ampliar seus estudos médicos na França, onde fez um longo estágio com os professores Geordes Luys e Janet, de maneira que se tornou assistente da Clínica Necker, em cuja chefia se encontrava o notável Professor Legeu. Após sua experiência na França, retorna e reside no Rio de Janeiro.
Foi membro Correspondente da Academia Nacional de Medicina em 1914. Foi eleito Membro Titular em 1915, apresentando memória intitulada “Indicação de curetagem uterina”, e foi transferido para a classe de Eméritos, em 1944. É o Patrono da Cadeira 72.

### Integralismo
No início de 1933, Valverde aderiu à Ação Integralista Brasileira (AIB), organização fundada em outubro do ano anterior por Plínio Salgado. Compareceu ao I Congresso Integralista da Província do Rio de Janeiro, realizado de 17 a 19 de novembro de 1934, e ao I Congresso Integralista da Província da Guanabara, entre 4 e 12 de julho do ano seguinte.
Chefe do departamento nacional de finanças da AIB entre março de 1934 e junho de 1936, organizou diversas campanhas destinadas a angariar fundos para a organização, tais como as da “Taxa do Sigma”, “Pelo bem do Brasil” e “Campanha do ouro”. Esta última foi efetuada em todo o território nacional durante o ano de 1936 e levantou recursos considerados à época substanciais. Em junho desse ano, Valverde tornou-se membro do Conselho Supremo da AIB.

## Algumas obras publicadas
- A lepra no Brasil (1921)
- Aspectos da vida do Brasil; verdade, justiça, moral (1946)